# Scopitone

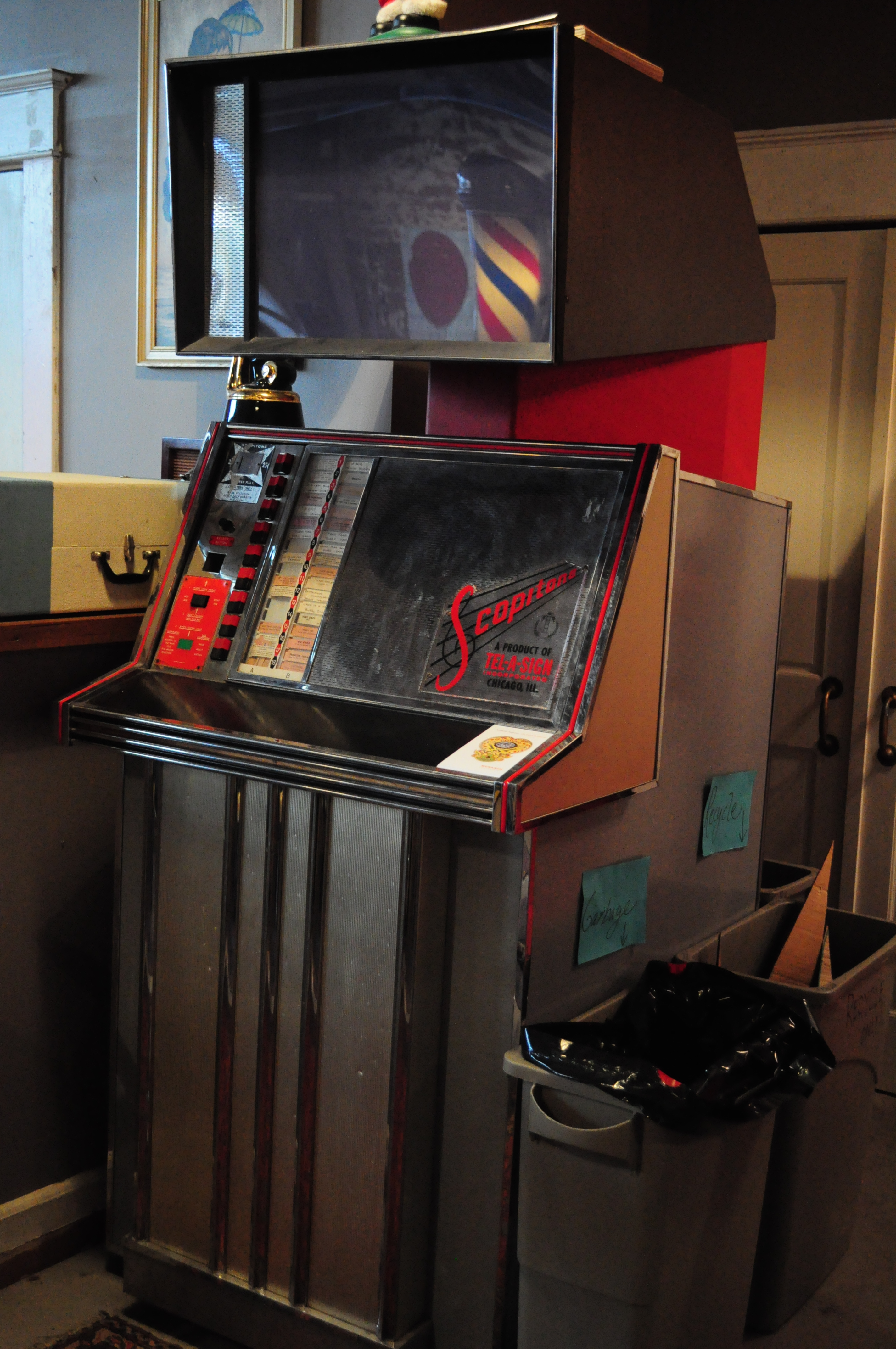
Scopitone-Jukebox

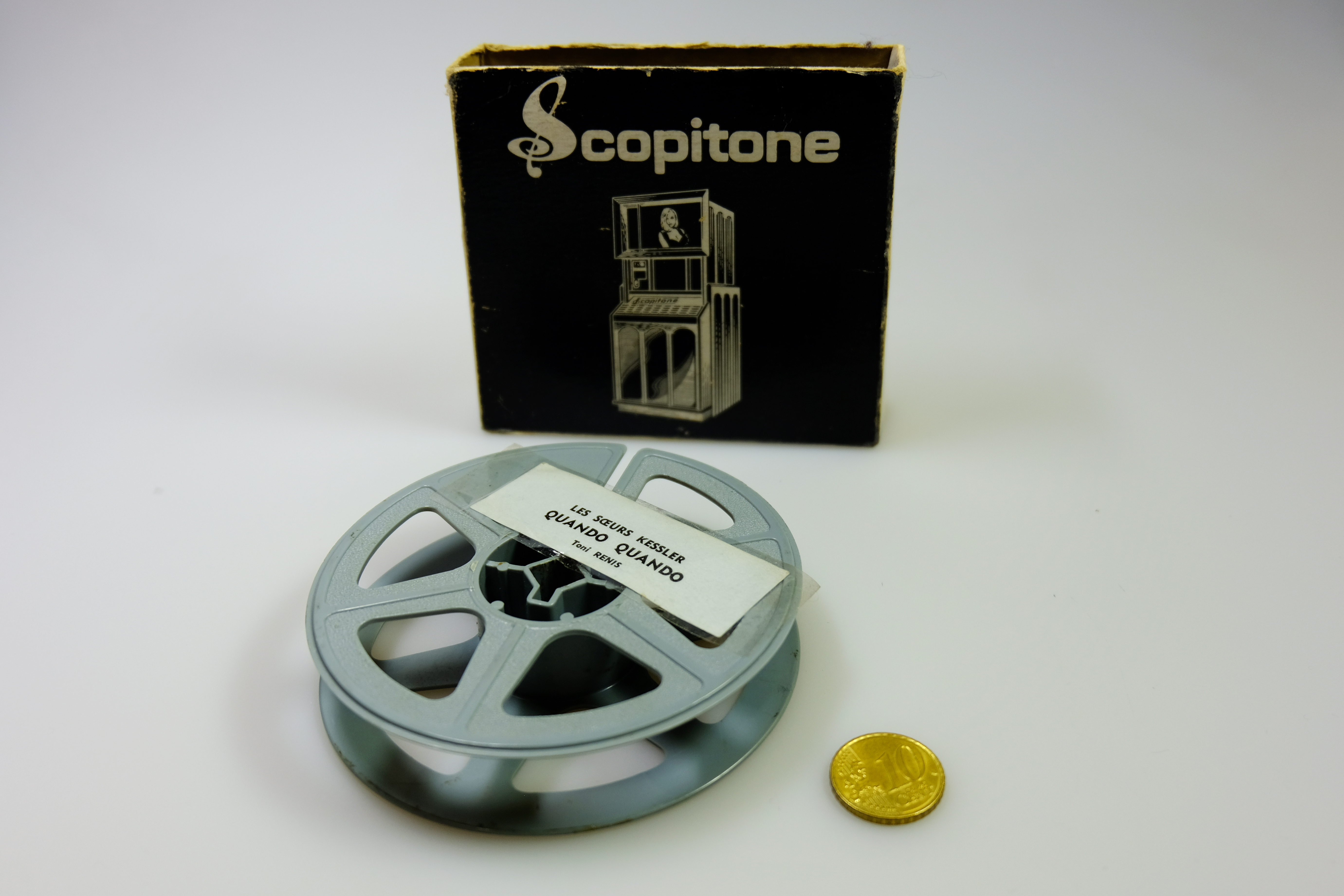
Scopitone-Filmspule

Scopitone bezeichnet eine Art der Jukebox, die allerdings mit 16-Millimeter-Material in Farbe mit Magnetspur arbeitete und somit im Prinzip Vorläufer der heutigen Videoclips ist. Die Scopitones spielten also nicht nur Musikstücke ab, sondern über einen Projektoraufsatz vertonte Filme.
Die Scopitones wurden in den späten 1950er-Jahren in Frankreich erfunden und mit Material aus Armee-Restbeständen zusammengebaut. Das erste Modell kam 1960 heraus. Es wurde von der Firma Cameca (Compagnie d’Applications Méchaniques à l’Electronique au Cinéma et à l’Atomistique) aus Courbevoie produziert und europaweit vertrieben.
Insgesamt wurden ungefähr 1500 Musikfilme für die Scopitones produziert, von denen jedes einzelne etwa drei Minuten lang war. Die Produktionskosten der Filme waren äußerst gering, trotzdem wurden Effekte erzielt, die modernen Videoclips ebenbürtig waren. Oft hatten die Interpreten nicht mehr als zwei Stunden Drehzeit zur Verfügung. Zu sehen gab es beispielsweise einen Film zu Serge Gainsbourgs Le poinçonneur des Lilas, der 1958 in der Metrostation Porte des Lilas gedreht wurde. Johnny Hallyday sang eine Coverversion von den Los Bravos; Noir c'est noir und Hully Gully zeigte eine Tanzeinlage um einen Swimmingpool.
Als kennzeichnend für die analog zur Jukebox „Scopitones“ genannten Kurzfilme gilt laut Amy Adams ihr „schamloser, unbeholfener Rückgriff auf sexploitatives Bildmaterial, unabhängig vom Thema oder Tempo des Songs.“
Der Regisseur Claude Lelouch drehte zu Beginn seiner Karriere von 1962 bis 1966 ca. 100 Scopitones, u. a. mit Dalida, Françoise Hardy oder Claude François. Im Interview schilderte er später, wie die Dreharbeiten unter hohem Zeitdruck und mit winzigem Budget, bei denen oft improvisiert werden musste, seine Arbeitsweise schulten.
Auch in Deutschland verbreiteten sich Scopitones allmählich und hatten beispielsweise Stücke der Kessler-Zwillinge (wie „Quando, Quando“) und der Schlagersängerin Manuela (u. a. „Schuld war nur der Bossa Nova“) in ihrem Sortiment.
Über Großbritannien gelangten die Geräte schließlich in die Vereinigten Staaten von Amerika. Sie wurden dort 1964 durch Alvin Malnik und Maurice Uchitel in den Bars von New York City eingeführt, welche im gleichen Jahr schnell die Anzahl von 500 erreichen sollte. 1966 wurden bereits 800 Stück in den Bars and Nachtclubs des ganzen Landes gezählt, die etwa 3.500 US-Dollar pro Stück kosteten.
Bereits gegen Ende der 1960er Jahre sank die Popularität der Scopitones allgemein deutlich, bis die Produktion geeigneter Filme 1978 eingestellt wurde.
In ihrem Essay Notes on „Camp“ aus dem Jahr 1964 zählte Susan Sontag die Scopitone-Filme zum „Kanon des Camp“.
Das im Jahr 2006 einzige verbliebene Scopitone, das der Öffentlichkeit in den USA noch zugänglich ist, soll sich im Belcourt Theatre von Nashville in Tennessee befinden.